# Mistrovství světa v atletice 2011 – Ženy skok vysoký
Skok vysoký žen na Mistrovství světa v atletice 2011 se konala ve dnech 1. září a 3. září 2011 v jihokorejském Tegu.

## Medailistky
| Zlato           | Stříbro          | Bronz                   |
| Anna Čičerovová | Blanka Vlašičová | Antonietta Di Martinová |

## Kvalifikace
Kvalifikace se uskutečnila ve čtvrtek 1. září od 10:45. Zúčastnilo se jí dohromady 29 výškařek z celého světa. Největší zastoupení mělo Rusko, které reprezentovaly tři výškařky. Nechyběla Anna Čičerovová, která na ruském šampionátu skočila 207 cm a vedla průběžné světové tabulky roku 2011 nebo Chorvatka Blanka Vlašičová, která na šampionát odjížděla s natrženým stehenním svalem na odrazové noze. Do finále automaticky postoupily výškařky, které překonaly kvalifikační limit 195 cm, nebo dvanáct nejlepších. Základní výška byla na stojanech nastavena na 175 cm a poté následovalo 180, 185, 189, 192 a 195 cm.
Američanka Brigetta Barrettová, Chorvatka Blanka Vlašičová, Italka Antonietta Di Martinová a Ruska Anna Čičerovová ani jednou neopravovaly a postoupily do finále. Limit na finále splnilo dvanáct výškařek. K postupu tedy bylo nutné překonat 195 cm.

## Výsledky kvalifikace

### Skupina A
| Umístění | Jméno               | Národnost   | 1,75 | 1,80 | 1,85 | 1,89 | 1,92 | 1,95 | Výkon  | *     |
| -------- | ------------------- | ----------- | ---- | ---- | ---- | ---- | ---- | ---- | ------ | ----- |
| 1.       | Anna Čičerovová     | Rusko       | -    | -    | O    | O    | O    | O    | 1,95 m | Q     |
| 2.       | Světlana Školinová  | Rusko       | -    | -    | O    | O    | O    | XO   | 1,95 m | Q     |
| 2.       | Emma Greenová       | Švédsko     | -    | -    | O    | O    | O    | XO   | 1,95 m | Q, SB |
| 4.       | Deirdre Ryanová     | Irsko       | -    | O    | O    | O    | XXO  | XO   | 1,95 m | Q, NR |
| 5.       | Anna Iljuštšenková  | Estonsko    | -    | XO   | O    | XO   | XO   | XXO  | 1,95 m | Q     |
| 6.       | Levern Spencerová   | Svatá Lucie | -    | O    | O    | O    | O    | XXX  | 1,92 m |       |
| 7.       | Melanie Melfortová  | Francie     | -    | O    | XO   | XO   | O    | XXX  | 1,92 m |       |
| 8.       | Ruth Beitiaová      | Španělsko   | -    | O    | O    | O    | XO   | XXX  | 1,92 m |       |
| 9.       | Viktorija Sťopinová | Ukrajina    | -    | O    | O    | O    | XXO  | XXX  | 1,92 m |       |
| 10.      | Venelina Venevová   | Bulharsko   | -    | O    | XO   | O    | XXX  |      | 1,89 m |       |
| 11.      | Tonje Anglsenová    | Norsko      | O    | XO   | O    | XXX  |      |      | 1,85 m |       |
| 12.      | Raffaella Lameraová | Itálie      | -    | O    | XXO  | XXX  |      |      | 1,85 m |       |
| 12.      | Marielys Rojasová   | Venezuela   | O    | O    | XXO  | XXX  |      |      | 1,85 m | SB    |
| 14.      | Inika McPhersonová  | USA         | O    | O    | XXX  |      |      |      | 1,80 m |       |
| 15.      | Han Da-Rye          | Jižní Korea | XO   | XXX  |      |      |      |      | 1,75 m |       |

### Skupina B

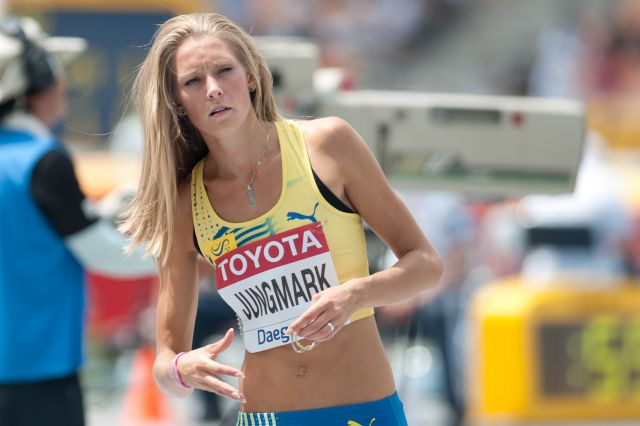
Ebba Jungmark se připravuje na svůj pokus

| Umístění | Jméno                   | Národnost  | 1,75 | 1,80 | 1,85 | 1,89 | 1,92 | 1,95 | Výkon  | *      |
| -------- | ----------------------- | ---------- | ---- | ---- | ---- | ---- | ---- | ---- | ------ | ------ |
| 1.       | Blanka Vlašičová        | Chorvatsko | -    | -    | O    | O    | O    | O    | 1,95 m | Q      |
| 1.       | Antonietta Di Martinová | Itálie     | -    | O    | O    | O    | O    | O    | 1,95 m | Q      |
| 1.       | Brigetta Barrettová     | USA        | O    | O    | O    | O    | O    | O    | 1,95 m | Q      |
| 4.       | Doreen Amataová         | Nigérie    | -    | -    | O    | O    | XXO  | XO   | 1,95 m | Q, =NR |
| 5.       | Xingjuan Zheng          | Čína       | -    | O    | O    | O    | O    | XXO  | 1,95 m | Q, PB  |
| 5.       | Jelena Slesarenková     | Rusko      | -    | O    | O    | O    | O    | XXO  | 1,95 m | Q      |
| 5.       | Světlana Radzivilová    | Uzbekistán | -    | O    | O    | O    | O    | XXO  | 1,95 m | Q, SB  |
| 8.       | Esthera Petreová        | Rumunsko   | O    | O    | O    | XO   | O    | XXX  | 1,92 m |        |
| 9.       | Ebba Jungmarková        | Švédsko    | -    | O    | O    | XO   | XO   | XXX  | 1,92 m |        |
| 10.      | Marina Aitovová         | Kazachstán | -    | O    | O    | O    | XXX  |      | 1,89 m |        |
| 10.      | Oksana Okunevová        | Ukrajina   | -    | O    | O    | O    | XXX  |      | 1,89 m |        |
| 12.      | Wanida Boonwanová       | Thajsko    | O    | O    | O    | XXX  |      |      | 1,85 m |        |
| 13.      | Danielle Frenkelová     | Izrael     | XO   | XXO  | O    | XXX  |      |      | 1,85 m |        |
| 14.      | Marija Vukovicová       | Černá Hora | O    | XO   | XXX  |      |      |      | 1,80 m |        |

Vysvětlivky: (Q, q) = postup do finále

## Finále
Finále skoku do výšky se uskutečnilo v sobotu 3. září 2011 od 19:00. Očekával se souboj Anny Čičerovové a Blanky Vlašičové. Anna Čičerovová zdolala 203 cm na první pokus a díky tomu získala zlatou medaili. Druhá Blanka Vlašičová se nevyvarovala chyb na 200 cm a 203 cm, kde musela vždy jednou opravovat. Antonietta Di Martinová na třetí pokus skočila 200 cm a získala bronzovou medaili.

## Finálové výsledky

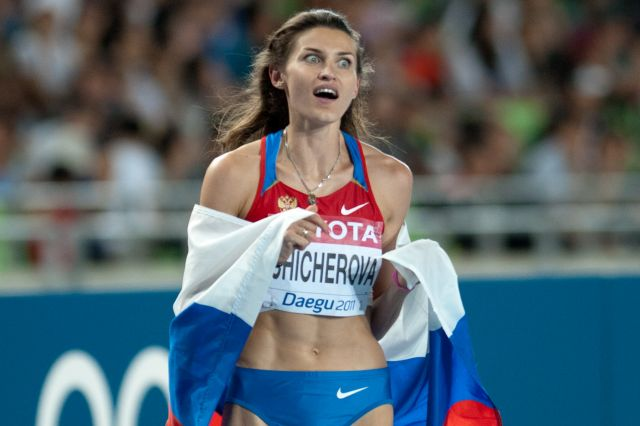
Anna Čičerovová slaví zlatou medaili

| Umístění         | Jméno                   | Národnost  | 1,89 | 1,93 | 1,97 | 2,00 | 2,03 | 2,05 | Výkon  | *  |
| ---------------- | ----------------------- | ---------- | ---- | ---- | ---- | ---- | ---- | ---- | ------ | -- |
| Zlatá medaile    | Anna Čičerovová         | Rusko      | O    | O    | O    | O    | O    | XXX  | 2,03 m |    |
| Stříbrná medaile | Blanka Vlašičová        | Chorvatsko | O    | O    | O    | XO   | XO   | XXX  | 2,03 m | SB |
| Bronzová medaile | Antonietta Di Martinová | Itálie     | O    | O    | O    | XXO  | XXX  |      | 2,00 m |    |
| 4.               | Jelena Slesarenková     | Rusko      | O    | XO   | O    | XXX  |      |      | 1,97 m | SB |
| 5.               | Světlana Školinová      | Rusko      | O    | O    | XXO  | XXX  |      |      | 1,97 m |    |
| 6.               | Xingjuan Zheng          | Čína       | XO   | O    | XXX  |      |      |      | 1,93 m |    |
| 6.               | Deirdre Ryanová         | Irsko      | XO   | O    | XXX  |      |      |      | 1,93 m |    |
| 8.               | Doreen Amataová         | Nigérie    | XO   | XO   | XXX  |      |      |      | 1,93 m |    |
| 8.               | Světlana Radzivilová    | Uzbekistán | XO   | XO   | XXX  |      |      |      | 1,93 m |    |
| 10.              | Brigetta Barrettová     | USA        | O    | XXO  | XXX  |      |      |      | 1,93 m |    |
| 11.              | Emma Greenová           | Švédsko    | O    | XXX  |      |      |      |      | 1,93 m |    |
| 12.              | Anna Iljuštšenková      | Estonsko   | XO   | XXX  |      |      |      |      | 1,93 m |    |